# Traité de la musique
Dans son ouvrage Traité de la musique (De Musica), saint Augustin a écrit sur la musique comme science. La date de 387 ou 389 est la date communément avancée pour l'écriture[Par qui ?].
Le traité de la musique se divise en deux parties :
- une partie technique qui renferme une exposition complète des règles de la rythmique et de la métrique ; elle comprend les cinq premiers livres
- une partie plus philosophique (1 livre) qui forme en quelque sorte la morale de l'ouvrage ; l'auteur analyse les mouvements du cœur et de l'esprit humain, les mouvements des corps et de l'univers, remonte d'harmonie en harmonie, comme par une échelle mystique, jusqu'à l'harmonie éternelle et immuable, Dieu, principe de tous les mouvements et auteur de la loi qui les assujettit à l'ordre, en d'autres termes auteur de l'harmonie à tous ses degrés.

## Sources
- Saint Augustin - Traité de la Musique (texte complet) sur jesusmarie.com

## Autres œuvres
- La Cité de Dieu
- Les Confessions
- De la Trinité